# Âm nhạc Hàn Quốc năm 2013
Dưới đây là danh sách sự kiện đáng chú ý và phát hành trong làng âm nhạc Hàn Quốc năm 2013.

## Ra mắt, vắng bóng và tan rã của các ban nhạc năm 2013

### Nhóm nhạc ra mắt
- BTS

### Nhóm nhạc vắng bóng
- Wonder Girls[1]

### Nhóm nhạc tan rã
- BoM[2]
- ChAOS[3]
- CHI CHI
- Supreme Team[4]

## Quý I

### Tháng 1
| Ngày | Album                                | Nghệ sĩ           | Thể loại           | Đĩa đơn                                                                                             | Ghi chú                                          | Công ty                                   |
| ---- | ------------------------------------ | ----------------- | ------------------ | --------------------------------------------------------------------------------------------------- | ------------------------------------------------ | ----------------------------------------- |
| 1    | I Got a Boy                          | Girls' Generation | Dance-pop          | "Dancing Queen" ([phát hành 21 tháng 12 năm 2012) "I Got a Boy" (phát hành 1 tháng 1 năm 2013)      | Album phòng thu thứ 4                            | SM Entertainment                          |
| 2    | I Like That                          | GLAM              | Hip hop            | —                                                                                                   | Đĩa đơn thứ 2                                    | BigHit Entertainment                      |
| 3    | Hate                                 | Baek Ji-young     | Ballad             | —                                                                                                   | Đĩa đơn kĩ thuật số thứ 4                        | WS Entertainment                          |
| 4    | Just JeA                             | JeA               | Pop, Ballad        | "Let's Hug" (phát hành 28 tháng 12 năm 2012) "While You're Sleeping" (phát hành 4 tháng 1 năm 2013) | EP solo đầu tay                                  | Nega Network                              |
| 4    | Pretty                               | Airplane          | Pop, Hip hop       | —                                                                                                   | Đĩa đơn kỹ thuật số đầu tay                      | Winning Insight Entertainment             |
| 7    | Break Down                           | Super Junior-M    | C-pop              | "Break Down" (phát hành 7 tháng 1 năm 2013)                                                         | Album phòng thu thứ 2                            | SM Entertainment                          |
| 10   | I Yah                                | Boyfriend         | Dance-pop          | "I Yah" (phát hành 10 tháng 1 năm 2013)                                                             | Album phòng thu đóng gói đầu tiên                | Starship Entertainment                    |
| 11   | Fly High                             | Infinite H        | Hip hop            | "Special Girl" (phát hành 11 tháng 1 năm 2013) "Without You" (phát hành 28 tháng 1 năm 2013)        | EP ra mắt nhóm nhỏ                               | Woollim Entertainment                     |
| 14   | Re:Blue                              | CNBLUE            | Rock               | "I'm Sorry" (phát hành 14 tháng 1 năm 2013)                                                         | EP tiếng Hàn thứ 4                               | FNC Entertainment                         |
| 15   | Superior Speed                       | Speed             | Dance-pop          | "Sad Promise" (phát hành 7 tháng 1 năm 2013) "It's Over" (phát hành 15 tháng 1 năm 2013)            | Album phòng thu đầu tay                          | Core Contents Media                       |
| 16   | Today                                | BPPOP             | Dance-pop          | "Today"                                                                                             | Debut Single                                     | BP Entertainment                          |
| 17   | I                                    | Jaejoong          | Rock, Ballad       | "One Kiss" (phát hành 8 tháng 1 năm 2013) "Mine" (ra mắt 17 tháng 1 năm 2013)                       | EP solo đầu tay                                  | C-JeS Entertainment                       |
| 17   | On And On                            | VIXX              | Dance-pop          | —                                                                                                   | Đĩa đơn thứ 3                                    | JellyFish Entertainment                   |
| 17   | Harvest Moon                         | 2Yoon             | Dance-pop          | "24/7" (phát hành 17 tháng 1 năm 2013)                                                              | EP ra mắt nhóm nhỏ                               | Cube Entertainment, Universal Music Group |
| 17   | Phantom Theory                       | Phantom           | Hip hop            | "Cho Yong Pil Cheoreom" (phát hành 17 tháng 1 năm 2013)                                             | EP thứ 2                                         | Brand New Music                           |
| 18   | Begins                               | Moon Hee-joon     | Dance-pop, Dubstep | "I'm Not OK" (phát hành 18 tháng 1 năm 2013)                                                        | EP solo thứ 2                                    | SidusHQ                                   |
| 21   | Minimanimo                           | TINY-G            | Dance-pop          | —                                                                                                   | Đĩa đơn thứ 2                                    | GNG Productions                           |
| 23   | Cloud 9                              | Eric Nam          | Dance-pop          | "Heaven's Door" (phát hành 23 tháng 1 năm 2013)                                                     | Debut EP                                         | B2M Entertainment                         |
| 23   | Dolls                                | Nine Muses        | Dance-pop          | —                                                                                                   | Đĩa đơn thứ 2                                    | Star Empire Entertainment                 |
| 24   | Just That Little Thing               | MYNAME            | Dance-pop          | —                                                                                                   | Đĩa đơn tiếng Hàn thứ 2                          | H2 Media                                  |
| 28   | The 5th Album Vol.1 - The True Story | 4Men              | Ballad             | "Hi, It's Me" (phát hành 28 tháng 1 năm 2013)                                                       | Phần đầu tiên của album phòng thu thứ năm của họ | Happy Face Entertainment                  |
| 28   | Geuleon Neo (Disturbance)            | BoA               | Neo soul, R&B      | —                                                                                                   | Đĩa đơn kĩ thuật số tiếng Hàn đặc biệt           | SM Entertainment                          |
| 28   | Safety Zone                          | DMTN              | Dance-pop          | —                                                                                                   | Đĩa đơn kĩ thuật số thứ 2                        | IS Entermedia Group                       |
| 29   | Eraser                               | ALi               | Pop                | "Selfish" (phát hành 10 tháng 1 năm 2013) Eraser" (phát hành 29 tháng 1 năm 2013)                   | EP thứ 2                                         | Yedang Entertainment                      |
| 30   | Gone Not Around Any Longer           | Sistar19          | Dance-pop          | —                                                                                                   | Đĩa đơn đầu tiên                                 | Starship Entertainment                    |
| 31   | Break Down                           | Super Junior-M    | C-pop              | "Break Down (phiên bản Hàn)" (phát hành 31 tháng 1 năm 2013)                                        | Album phòng thu thứ 2 (phiên bản Hàn)            | SM Entertainment                          |

### Tháng 2
| Ngày | Album                                             | Nghệ sĩ            | Thể loại                | Đĩa đơn                                                                                     | Ghi chú                                              | Công ty                            |
| ---- | ------------------------------------------------- | ------------------ | ----------------------- | ------------------------------------------------------------------------------------------- | ---------------------------------------------------- | ---------------------------------- |
| 4    | Voice                                             | 2AM                | J-pop, Ballad           | "Darenimo Watasenai Yo" (phát hành 5 tháng 12 năm 2012)                                     | Album tiếng Nhật đầu tay (phát hành tiếng Hàn)       | BigHit Entertainment, Ariola Japan |
| 5    | Little Giant                                      | Huh Gak            | Pop, Ballad             | "1440", "I Want to Love" (phát hành 5 tháng 2 năm 2013)                                     | Album phòng thu đầu tiên                             | Cube Entertainment                 |
| 5    | Blessed                                           | Clazziquai Project | Pop, Electronic         | "Love Recipe" (phát hành 5 tháng 2 năm 2013)                                                | Album phòng thu thứ 5                                | Fluxus Music, LOEN Entertainment   |
| 11   | Ring Ma Bell                                      | Two X              | Dance-pop               | —                                                                                           | Album đĩa đơn thứ 2                                  | J.Tune Camp                        |
| 12   | One Shot                                          | B.A.P              | Dance-pop, R&B, Hip hop | "Rain Sound" (phát hành 15 tháng 1 năm 2013) "One Shot" (phát hành 12 tháng 2 năm 2013)     | EP thứ 2                                             | TS Entertainment                   |
| 13   | Rainbow Syndrome                                  | Rainbow            | Dance-pop               | "Tell Me Tell Me" (phát hành 13 tháng 2 năm 2013)                                           | Phần đầu tiên của album phòng thu tiếng Hàn của họ   | DSP Media                          |
| 13   | Hello                                             | NU'EST             | Dance-pop, Ballad       | "Hello" (phát hành 13 tháng 2 năm 2013)                                                     | EP thứ 2                                             | Pledis Entertainment               |
| 14   | Goodbye                                           | DASONI             | Dance-pop               | —                                                                                           | Đĩa đơn kĩ thuật số                                  | AB Entertainment                   |
| 19   | Chapter 1. Dream Girl – The Misconceptions of You | SHINee             | Dance-pop               | "Dream Girl" (phát hành 19 tháng 2 năm 2013)                                                | Phần đầu của album phòng thu tiếng Hàn thứ ba của họ | SM Entertainment                   |
| 20   | Blow Speed                                        | Speed              | Dance-pop               | "Pain the Love of Heart" (phát hành 20 tháng 2 năm 2013)                                    | Album đầu tay tái phát hành                          | Core Contents Media                |
| 20   | T-Love                                            | Kim Tae-woo        | Dance-pop               | "Cosmic Girl" (phát hành 20 tháng 2 năm 2013)                                               | EP solo thứ 2                                        | Soul Shop Entertainment            |
| 20   | White Day                                         | Girl's Day         | Ballad                  | "White Day" (phát hành 20 tháng 2 năm 2013)                                                 | Đĩa đơn                                              | DreamTea Entertainment             |
| 25   | No. 1                                             | Teen Top           | Dance-pop, Hip hop, R&B | "I Wanna Love" (phát hành 15 tháng 2 năm 2013) "Miss Right" (phát hành 25 tháng 2 năm 2013) | Album phòng thu đầu tiên                             | TOP Media                          |
| 26   | Y                                                 | Jaejoong           | Rock, Ballad            | "Only Love" (phát hành 26 tháng 2 năm 2013)                                                 | EP solo đầu tay tái phát hành                        | C-Jes Entertainment                |

### Tháng 3
| Ngày | Album                  | Nghệ sĩ         | Thể loại           | Đĩa đơn | Ghi chú                                                | Công ty                         |
| ---- | ---------------------- | --------------- | ------------------ | --- | ------------------------------------------------------ | ------------------------------- |
| 4    | Affirmative Chapter 1  | D-Unit          | Dance-pop, Hip hop | "Luv Me" (phát hành 21 tháng 11 năm 2012) "Sleeping In Part 2" (phát hành 3 tháng 1 năm 2013) "Stay Alive" (phát hành 15 tháng 2 năm 2013) "Talk to My Face" (phát hành 4 tháng 3 năm 2013) | Phần đầu trong album phòng thu thứ ba của họ           | DBusiness Entertainment         |
| 5    | One Spring Day         | 2AM             | Pop, Ballad        | "One Spring Day" (phát hành 5 tháng 3 năm 2013) | Album phòng thu tiếng Hàn thứ 2                        | BigHit Entertainment            |
| 7    | First Love Part 1      | Lee Hi          | Pop                | "Turn It Up" (phát hành 1 tháng 3 năm 2013) "It's Over" (phát hành 7 tháng 3 năm 2013) | Phần đầu trong album phòng thu đầu tay của cô          | YG Entertainment                |
| 7    | Code #01 "Bad Girl"    | Ladies' Code    | Dance-pop          | "Bad Girl" (phát hành 7 tháng 3 năm 2013) | EP đầu tay                                             | Polaris Entertainment           |
| 7    | Collage                | U-KISS          | Dance-pop, Ballad  | "Standing Still" (phát hành 7 tháng 3 năm 2013) | Album phòng thu tiếng Hàn thứ 3                        | NH Media                        |
| 8    | Just Go                | RaNia           | Dance-pop          | "Style" (phát hành 9 tháng 9 năm 2012) "Just Go" (phát hành 8 tháng 3 năm 2013) | EP thứ 2                                               | DR Music, Yedang Entertainment  |
| 12   | In Front Of The Mirror | GLAM            | Trot, Hip hop      | "In Front Of The Mirror" (phát hành 12 tháng 3 năm 2013) | Đĩa đơn kĩ thuật số đầu tiên                           | BigHit Entertainment            |
| 13   | Legend of 2PM          | 2PM             | J-pop, Dance-pop   | "Beatiful" (phát hành 14, 2012) "Masquerade" (phát hành 14 tháng 11 năm 2012) "This Is Love" (phát hành 18 tháng 11 năm 2013) "So Bad" (phát hành 19 tháng 2 năm 2013)                      | Album phòng thu tiếng Nhật thứ 2 (phát hành tiếng Hàn) | JYP Entertainment, Ariola Japan |
| 14   | Expectation            | Girl's Day      | Dance-pop          | "Girl's Day Party #5" (phát hành 16 tháng 10 năm 2012) "White Day" (phát hành 21 tháng 2 năm 2013) "Expectation" (phát hành 14 tháng 3 năm 2013)                                            | Album phòng thu đầu tiên                               | DreamTea Entertainment          |
| 14   | Beautiful Kisses       | G.NA            | Dance-pop, Ballad  | "Oops!" (phát hành 14 tháng 3 năm 2013) | EP thứ 4                                               | Cube Entertainment              |
| 14   | Life                   | Heo Young-saeng | Dance-pop, Ballad  | "The Art of Seduction" (phát hành 14 tháng 3 năm 2013) | EP solo thứ 3                                          | B2M Entertainment               |
| 18   | Mystic Ballad Pt. 2    | Davichi         | Ballad             | "Turtle" (phát hành 4 tháng 3 năm 2013) "Take a Drink Toegther" (phát hành ngày 18 tháng 3 năm 2013)                                                                                        | Album phòng thu thứ 2                                  | Core Contents Media             |
| 18   | Second Evolution       | EvoL            | Dance-pop          | "Get Up" (phát hành 18 tháng 3 năm 2013) | EP thứ 2                                               | Stardom Entertainment           |
| 21   | New Challenge          | Infinite        | Dance-pop          | "Man In Love" (phát hành 21 tháng 3 năm 2013) | EP thứ 4                                               | Woollim Entertainment           |
| 25   | Voulez-vous            | ZE:A Five       | Dance-pop          | "The Day We Broke Up" (phát hành 25 tháng 3 năm 2013) | EP ra mắt nhóm nhỏ                                     | Star Empire Entertainment       |
| 25   | Head Banging           | OFFROAD         | Dance-pop, Hip Hop | "Head Banging" (phát hành 25 tháng 3 năm 2013) | Đĩa đơn tiếng Hàn thứ 2                                | Inwoo Production                |
| 26   | Come As You Are        | Phantom         | Ballad, Pop        | "Come As You Are (đệm Verbal Jint)" (phát hành 26 tháng 3 năm 2013) | Album đĩa đơn thứ 3                                    | Brand New Music                 |
| 27   | Come Back              | Double A        | Dance-pop          | "Because I'm Crazy" (phát hành 3 tháng 11 năm 2011) "Rollin' Rollin'" (phát hành 14 tháng 3 năm 2013) "Come Back" (phát hành 27 tháng 3 năm 2013)                                           | EP đầu tiên                                            | Well Made STAR M                |
| 28   | First Love             | Lee Hi          | Pop                | "1, 2, 3, 4" (phát hành 29 tháng 10 năm 2012) "It's Over" (phát hành 7 tháng 3 năm 2013) "Rose" (phát hành 28 tháng 3 năm 2013)                                                             | Album phòng thu đầu tay                                | YG Entertainment                |

## Quý II

### Tháng 4
| Ngày | Album                                      | Nghệ sĩ           | Thể loại                 | Đĩa đơn                                                                                                 | Ghi chú                                       | Công ty                                   |
| ---- | ------------------------------------------ | ----------------- | ------------------------ | --- | --------------------------------------------- | ----------------------------------------- |
| 1    | In Love                                    | Electroboyz       | Hip hop                  | "Ma Boy 3" (phát hành 1 tháng 4 năm 2013)                                                               | Album phòng thu đầu tiên                      | Brave Entertainment                       |
| 1    | Michi Go                                   | G-Dragon          | Hip hop, Electronic, Rap | — | Đĩa đơn kĩ thuật số đặc biệt                  | YG Entertainment                          |
| 2    | Beatles                                    | GI (Global Icon)  | Hip hop, Dance-pop       | — | Đĩa đơn kĩ thuật số đầu tiên                  | Simtong Entertainment                     |
| 4    | The Third Album Part.2 'Love Blossom'      | K.Will            | Ballad, Dance-pop        | "Love Blossom" (phát hành 4 tháng 4 năm 2013)                                                           | Phần hai trong album phòng thu thứ ba của anh | Starship Entertainment                    |
| 8    | Somebody                                   | 15&               | Dance-pop                | — | Đĩa đơn kĩ thuật số thứ 2                     | JYP Entertainment                         |
| 8    | Romantic Spring                            | Gain và Hyung-woo | Pop                      | "Brunch" (phát hành 8 tháng 4 năm 2013)                                                                 | EP song ca                                    | LOEN Entertainment                        |
| 9    | JOAH                                       | Jay Park          | Dance, Hip hop, R&B      | — | Đĩa đơn kĩ thuật số                           | SidusHQ                                   |
| 10   | 2nd Confession                             | BtoB              | Dance, Ballad            | — | Đĩa đơn kĩ thuật số thứ 2                     | Cube Entertainment                        |
| 10   | Money In the Building                      | M.I.B             | Dance-pop, Hip hop       | "Nod Along" (phát hành 10 tháng 4 năm 2013)                                                             | EP thứ hai                                    | Jungle Entertainment                      |
| 11   | With Laughter or with Tears                | Seo In Guk        | Ballad, Pop              | — | Đĩa đơn đầu tiên                              | JellyFish Entertainment                   |
| 12   | Gentleman                                  | PSY               | K-pop                    | — | Đĩa đơn kĩ thuật số quốc tế đầu tiên          | YG Entertainment                          |
| 18   | Shaking Heart                              | C-Clown           | Dance-pop                | "I Did (đệm ALi)" (phát hành 2 tháng 4 năm 2013) "Shaking Heart" (phát hành 18 tháng 4 năm 2013)        | EP thứ 3                                      | Yedang Entertainment                      |
| 22   | Should Have Treated You Better             | uBeat             | Dance-pop, Hip hop       | "Should Have Treated You Better" (phát hành 22 tháng 4 năm 2013)                                        | EP ra mắt nhóm nhỏ                            | NH Media                                  |
| 24   | Delight                                    | Yoo Ji-ae         | Pop, Ballad              | — | Đĩa đơn solo đầu tay                          | Woollim Entertainment                     |
| 24   | Viva Primavera                             | DICKPUNKS         | Pop, Rock                | "Viva Primavera" (phát hành 24 tháng 4 năm 2013)                                                        | EP đầu tiên                                   | TNC Company                               |
| 25   | Fall in L                                  | Juniel            | Pop, Ballad              | "Pretty Boy" (phát hành 25 tháng 4 năm 2013)                                                            | EP tiếng Hàn thứ 3                            | FNC Entertainment                         |
| 25   | No. 1 Repackage Special Edition            | Teen Top          | Dance-pop                | "Walk By..." (phát hành (trực tuyến) 25 tháng 4 năm 2013) (phát hành (ngoại tuyến) 29 tháng 4 năm 2013) | Album phòng thu đầu tiên tái phát hành        | TOP Media                                 |
| 26   | Why So Serious? – The Misconceptions of Me | SHINee            | Dance-pop                | "Why So Serious" (phát hành (kĩ thuật số) 26 tháng 4 năm 2013) (phát hành (vật lý) 29 tháng 4 năm 2013) | Phần hai trong album phòng thu thứ ba của họ  | SM Entertainment                          |
| 26   | Name is 4Minute                            | 4Minute           | Dance-pop, Hip hop       | "What's Your Name" (phát hành 26 tháng 4 năm 2013)                                                      | EP thứ 4                                      | Cube Entertainment, Universal Music Group |
| 26   | Dreamer                                    | HISTORY           | Pop                      | — | Nhóm nhạc mới ra mắt đĩa đơn đầu tiên.        | LOEN Entertainment                        |
| 26   | eNTRAIN                                    | N-Train           | Dance-pop                | "Come Back To Me" (phát hành 26 tháng 4 năm 2013)                                                       | EP đầu tiên                                   | MediaLine Entertainment                   |
| 29   | Countryside Life                           | T-ara N4          | Dance-pop, Hip hop       | "Countryside Life" (phát hành 29 tháng 4 năm 2013)                                                      | EP ra mắt nhóm nhỏ                            | Core Contents Media                       |
| 30   | Letter From SECRET                         | Secret            | Dance-pop                | "YooHoo" (phát hành 30 tháng 4 năm 2013)                                                                | EP tiếng Hàn thứ 4                            | TS Entertainment                          |

### Tháng 5
| Ngày | Album                           | Nghệ sĩ      | Thể loại  | Đĩa đơn | Ghi chú                                       | Công ty                   |
| ---- | ------------------------------- | ------------ | --------- | --- | --------------------------------------------- | ------------------------- |
| 2    | Do You Want Some Tea            | Hello Venus  | Dance-pop | "Do You Want Some Tea" (phát hành 2 tháng 5 năm 2013)                                                                             | EP thứ 3                                      | Pledis Entertainment      |
| 5    | With Coffee                     | ZiA          | K-pop     | "With Coffee (với Hanbyul của LEDApple)"(phát hành 05 tháng 5 năm 2013)                                                           | Đĩa đơn kĩ thuật số                           | LOEN Entertainment        |
| 6    | What's Going On?                | B1A4         | Dance-pop | "What's Going On?" (phát hành 6 tháng 5 năm 2013)                                                                                 | EP tiếng Hàn thứ 4                            | WM Entertainment          |
| 6    | Grown                           | 2PM          | Dance-pop | "Come Back When You Hear This Song" (phát hành 6 tháng 5 năm 2013) "All Day I Think of You " (phát hành 11 tháng 5 năm 2013)      | Album phòng thu tiếng Hàn thứ 3               | JYP Entertainment         |
| 8    | The 5th Album Vol.2 - Thank You | 4Men         | Ballad    | "Propose Song" (phát hành 8 tháng 5 năm 2013)                                                                                     | Phần hai trong album phòng thu thứ năm của họ | Happy Face Entertainment  |
| 9    | Wild                            | Nine Muses   | Dance-pop | "Wild" (phát hành 9 tháng 5 năm 2013)                                                                                             | EP thứ 2                                      | Star Empire Entertainment |
| 9    | Skirmish                        | LC9          | Dance-pop | "MaMa Beat" (phát hành 9 tháng 5 năm 2013)                                                                                        | EP tiếng Hàn đầu tay                          | Nega Network              |
| 14   | Forever Young                   | Seo In-young | Ballad    | "Let's Break Up" | Đĩa mở rộng                                   | Seo In Young Company      |
| 14   | Tarzan                          | WonderBoyz   | Dance     | "Tarzan" | Đĩa đơn kĩ thuật số                           | ENT 102                   |
| 16   | The Classic                     | Shinhwa      | Dance-pop | "This Love" (phát hành 16 tháng 5 năm 2013)                                                                                       | Album phòng thu thứ 11                        | Shinhwa Company           |
| 20   | HYDE                            | VIXX         | Dance-pop | "HYDE" (phát hành 20 tháng 5 năm 2013)                                                                                            | Album mini đầu tiên                           | JellyFish Entertainment   |
| 21   | Monochrome                      | Lee Hyori    | Dance-pop | "Miss Korea" (phát hành 6 tháng 5 năm 2013) "Bad Girl" (phát hành 21 tháng 5 năm 2013) "Amor Mio" (phát hành 26 tháng 5 năm 2013) | Album phòng thu solo thứ 5                    | B2M Entertainment         |
| 22   | My Everything                   | Lee Min Ho   | Dance-pop | "Love Motion" (phát hành 22 tháng 5 năm 2013)                                                                                     | EP đầu tay                                    | Starhaus Entertainment    |
| 23   | Real 100%                       | 100%         | Dance-pop | "Want U Back" (phát hành 23 tháng 5 năm 2013)                                                                                     | Album mini đầu tiên                           | Top Media                 |
| 28   | The Baddest Female              | CL           | Dance-pop | — | Đĩa đơn solo đầu tay                          | YG Entertainment          |
| 28   | On and On                       | Boyfriend    | Dance-pop | — | Đĩa đơn kĩ thuật số tiếng Hàn đầu tiên        | Starship Entertainment    |
| 31   | Luv Virus                       | Skarf        | Dance-pop | "Luv Virus" (phát hành 28 tháng 5 năm 2013)                                                                                       | Mini Album đầu tiên                           | Alpha Entertainment       |

### Tháng 6
| Ngày | Album                   | Nghệ sĩ            | Thể loại  | Đĩa đơn                                                                                          | Ghi chú                                                  | Công ty                                               |
| ---- | ----------------------- | ------------------ | --------- | ------------------------------------------------------------------------------------------------ | -------------------------------------------------------- | ----------------------------------------------------- |
| 3    | XOXO                    | EXO                | Dance-pop | "Wolf" (phát hành 30 tháng 5 năm 2013)                                                           | Album phòng thu đầu tiên                                 | SM Entertainment                                      |
| 4    | Sexy Beat               | MBLAQ              | Dance-pop | "Smoky Girl" (phát hành 4 tháng 6 năm 2013)                                                      | Mini album thứ 5                                         | J. Tune Entertainment                                 |
| 4    | Rainbow Syndrome Part.2 | Rainbow            | Dance-pop | "Sunshine" (phát hành 4 tháng 6 năm 2013)                                                        | Phần hai trong album phòng thu tiếng Hàn đầu tiên của họ | DSP Media                                             |
| 5    | Party Rock              | Boy's Republic     | Dance-pop | —                                                                                                | Đĩa đơn đầu tay                                          | Universal Music Korea                                 |
| 7    | Trap                    | Henry Lau          | Dance-pop | "Trap" (phát hành 7 tháng 6 năm 2013)                                                            | EP ra mắt đầu tay                                        | SM Entertainment                                      |
| 11   | Give It To Me           | SISTAR             | Dance-pop | —                                                                                                | Album phòng thu thứ 2                                    | Starship Entertainment                                |
| 12   | 2 Cool 4 Skool          | BTS (Bangtan Boys) | Hip-hop   | No More Dream (phát hành 12 tháng 6 năm 2013) We Are Bulletproof (phát hành 16 tháng 7 năm 2013) | Album đĩa đơn đầu tiên                                   | BigHit Entertainment                                  |
| 13   | First Love              | After School       | Dance-pop | "첫사랑 (First Love)" (phát hành 13 tháng 6 năm 2013)                                            | Đĩa đơn tiếng Hàn thứ 6                                  | Pledis Entertainment                                  |
| 14   | Black Tinkerball        | ChoCoLat           | Dance-pop | —                                                                                                | Album đĩa đơn thứ 3                                      | Paramount Music Entertainment / Universal Music Korea |
| 14   | Bar Bar Bar             | Crayon Pop         | Dance-pop | "Bar Bar Bar" (phát hành 14 tháng 6 năm 2013)                                                    | Đĩa đơn kĩ thuật số                                      | Chrome Entertainment                                  |
| 17   | Bad Boys                | LEDApple           | Pop-Rock  | "Are You Eating Well" (phát hành 27 tháng 5 năm 2013) "Bad Boys" (phát hành 17 tháng 5 năm 2013) | EP thứ 3                                                 | Starkim Entertainment                                 |
| 17   | A Good Girl             | Baek A Yeon        | Pop       | "A Good Boy" (phát hành 17 tháng 6 năm 2013)                                                     | EP thứ 2                                                 | JYP Entertainment                                     |
| 19   | Young Folk              | Sunny Hill         | Dance-pop | "Darling of All Heart" (phát hành 19 tháng 6 năm 2013)                                           | EP thứ 3                                                 | LOEN Entertainment                                    |
| 20   | Be Ambitious            | Dal Shabet         | Dance-pop | "Look At My Legs" (phát hành 20 tháng 6 năm 2013)                                                | EP thứ 6                                                 | Happy Face Entertainment                              |
| 21   | Don't Mess With Me      | 2EYES              | Dance-pop | "Don't Mess With Me" (phát hành 21 tháng 6 năm 2013)                                             | Album đĩa đơn đầu tiên                                   | SidusHQ                                               |
| 24   | Female President        | Girl's Day         | Dance-pop | "Female President" (phát hành 24 tháng 6 năm 2013)                                               | Album phòng thu đầu tiên tái phát hành                   | DreamTea Entertainment                                |
| 25   | Mambo                   | A-PRINCE           | Dance-pop | "My Lady" (phát hành 19 tháng 6 năm 2013) "Mambo" (phát hành 25 tháng 6 năm 2013)                | EP thứ 2                                                 | New Planet Entertainment                              |
| 28   | Is It Poppin'?          | 4Minute            | Dance-pop | "Is It Poppin'?" (phát hành 28 tháng 6 năm 2013)                                                 | Đĩa đơn kĩ thuật số                                      | Cube Entertainment                                    |

## Quý III

### Tháng 7
| Ngày | Album                     | Nghệ sĩ          | Thể loại  | Đĩa đơn | Ghi chú                     | Công ty                   |
| ---- | ------------------------- | ---------------- | --------- | --- | --------------------------- | ------------------------- |
| 4    | Memories of Summer        | Davichi          | Ballad    | "It's Because I Miss You Today" (phát hành 4 tháng 7 năm 2013)                                                                             | Đĩa đơn                     | Core Contents Media       |
| 4    | Baby I'm Sorry            | MYNAME           | Dance-pop | "Baby I'm Sorry" (phát hành 4 tháng 7 năm 2013)                                                                                            | EP đầu tiên                 | H2 Media                  |
| 5    | Secret Garden             | A Pink           | Dance-pop | "NoNoNo" (phát hành 5 tháng 7 năm 2013) "Secret Garden" (phát hành 19 tháng 7 năm 2013)                                                    | EP thứ 3                    | A Cube Entertainment      |
| 5    | "Hot & Cold"              | Jewelry          | Dance-pop | — | Đĩa đơn kĩ thuật số         | Star Empire Entertainment |
| 8    | Waiting For U             | MR.MR            | Dance-pop | "Waiting For U" (phát hành 8 tháng 7 năm 2013)                                                                                             | EP đầu tiên                 | TH Entertainment          |
| 8    | Falling in Love           | 2NE1             | Reggae    | — | Đĩa đơn kĩ thuật số         | YG Entertainment          |
| 10   | Don't Let It Get You Down | SHU-I            | Dance-pop | "Don't Let It Get You Down" (phát hành 10 tháng 7 năm 2013)                                                                                | EP đầu tiên                 | Yejeon Media              |
| 10   | "I Like 2 Party"          | Jay Park         | Dance-pop | — | Đĩa đơn                     | SidusHQ                   |
| 10   | INSANE                    | A-JAX            | Dance-pop | "Insane" (phát hành 10 tháng 7 năm 2013)                                                                                                   | EP thứ 2                    | DSP Media                 |
| 11   | "Study"                   | Stellar          | Dance-pop | — | Đĩa đơn thứ 3               | Top Class Entertainment   |
| 11   | "Pitapat"                 | BESTie           | Dance-pop | — | Đĩa đơn kĩ thuật số đầu tay | YNB Entertainment         |
| 11   | A's Doll House            | Ailee            | Dance-pop | "U & I" (phát hành 11 tháng 7 năm 2013) | EP thứ 2                    | YMC Entertainment         |
| 11   | "Call Me"                 | Untouchable      | Hip-hop   | — | Đĩa đơn thứ 4               | TS Entertainment          |
| 15   | Incredible                | Xia Junsu        | Dance-pop | "11 O'Clock" (phát hành 1 tháng 7 năm 2013) "Incredible" (phát hành 15 tháng 7 năm 2013)                                                   | Album phòng thu thứ 2       | C-JeS Entertainment       |
| 16   | Destiny                   | Infinite         | Dance-pop | "Destiny" (phát hành 16 tháng 7 năm 2013)                                                                                                  | Đĩa đơn thứ 2               | Woollim Entertainment     |
| 18   | Hard to Love, How to Love | BEAST            | Dance-pop | "Will Be You Alright" (phát hành 28 tháng 5 năm 2013) "I'm Sorry" (phát hành 18 tháng 7 năm 2013) "Shadow" (phát hành 18 tháng 7 năm 2013) | Album phòng thu thứ 2       | Cube Entertainment        |
| 22   | Round 3                   | Kim Hyun Joong   | Dance-pop | "Unbreakable" (phát hành 17 tháng 7 năm 2013) "Your Story" (phát hành 22 tháng 7 năm 2013)                                                 | Mini album thứ 3            | KeyEast Entertainment     |
| 25   | Five Beats of Hearts      | TAHITI           | Dance-pop | "Tonight" (phát hành 24 tháng 7 năm 2012) "Hasta Luego" (phát hành 11 tháng 11 năm 2012) "Love Sick" (phát hành 25 tháng 7 năm 2013)       | EP đầu tiên                 | DS Entertainment          |
| 26   | "MOYA"                    | AOA Black        | Dance-pop | — | Đĩa đơn thứ 3               | FNC Music                 |
| 29   | Black Box                 | Brown Eyed Girls | Dance-pop | "Recipe" (phát hành 9 tháng 7 năm 2013) "Kill Bill" (phát hành 29 tháng 7 năm 2013)                                                        | Album thứ 5                 | Nega Network              |
| 29   | Pink Tape                 | f(x)             | Dance-pop | "Rum Pum Pum Pum" (phát hành 24 tháng 7 năm 2013)                                                                                          | Album phòng thu thứ 2       | SM Entertainment          |
| 30   | Since 1971                | F-ve Dolls       | Dance-pop | "Soulmate#1" (phát hành 30 tháng 7 năm 2013)                                                                                               | Đĩa đơn                     | Core Contents Media       |
| 30   | Please Tell Me            | Girl's Day       | Dance-pop | - | Đĩa đơn thứ 9               | DreamTea Entertainment    |
| 31   | Jekyll                    | VIXX             | Dance-pop | "You're Impressive (G.R.8.U)" (phát hành 31 tháng 7 năm 2013)                                                                              | EP đầu tiên tái phát hành   | JellyFish Entertainment   |
| 31   | Meet A Girl Just Like You | Sunny Days       | Dance-Pop | - | Đĩa đơn                     | Haeun Entertainment       |
| 32   | "SUNGLASSES"              | DICKPUNKS        | Pop rock  | — | Đĩa đơn kĩ thuật số         | TNC Company               |

### Tháng 8
| Ngày | Album                            | Nghệ sĩ       | Thể loại    | Đĩa đơn | Ghi chú                                | Công ty                       |
| ---- | -------------------------------- | ------------- | ----------- | --- | -------------------------------------- | ----------------------------- |
| 1    | Men In Black                     | M.I.B         | Hip-hop     | — | Đĩa đơn kĩ thuật số                    | Jungle Entertainment          |
| 1    | BIKINI                           | T-ara         | Dance       | — | Đĩa đơn kĩ thuật số                    | Core Contents Media           |
| 1    | U R So Cute                      | 24K           | Dance       | — | EP thứ 2                               | Choeun Entertainment          |
| 2    | Burn It Up                       | E.S.Q         | Dance       | "Burn It Up" (phát hành 2 tháng 8 năm 2013)                                                                                       | Mini album ra mắt                      | Avanced Entertainment         |
| 2    | Send, Bye, Sorry                 | Bohemian      | Ballad      | "Send, Bye, Sorry" (phát hành 2 tháng 8 năm 2013)                                                                                 | Đĩa đơn kĩ thuật số                    | LOEN Entertainment            |
| 4    | YEOWOOYA                         | Lunafly       | Pop         | — | Đĩa đơn                                | Nega Network                  |
| 5    | GROWL                            | EXO           | Dance       | "GROWL" (phát hành 1 tháng 8 năm 2013)                                                                                            | Album phòng thu đầu tiên tái phát hành | SM Entertainment              |
| 6    | BADMAN                           | B.A.P         | Dance       | "Coffee Shop" (phát hành 28 tháng 6 năm 2013) "Hurricane" (phát hành 17 tháng 7 năm 2013) "Badman" (phát hành 6 tháng 8 năm 2013) | EP thứ 3                               | TS Entertainment              |
| 7    | Do You Love Me                   | 2NE1          | Dance       | "Do You Love Me" (phát hành 7 tháng 8 năm 2013)                                                                                   | Đĩa đơn thứ 2                          | YG Entertainment              |
| 7    | Wa$$up 1                         | Wa$$up        | Hip hop     | " Wa$$up 1" (phát hành 7 tháng 8 năm 2013)                                                                                        | Đĩa đơn đầu tay                        | Mafia/Sony Music              |
| 8    | Bound - The Misconceptions of Us | SHINee        | Dance       | — | Album phòng thu thứ 3 tái phát hành    | SM Entertainment              |
| 8    | HANG OUT                         | Big Star      | Dance       | "Run & Run" (phát hành 8 tháng 8 năm 2013)                                                                                        | EP thứ 2                               | Brave Entertainment           |
| 8    | Spectacular                      | TASTY         | Dance       | "MaMaMa" (phát hành 8 tháng 8 năm 2013)                                                                                           | Đĩa đơn thứ 2                          | Woollim Entertainment         |
| 9    | Illusion                         | ZE:A          | Dance       | "Step by Step" (phát hành 1 tháng 8 năm 2013) "Ghost of The Wind" (phát hành 9 tháng 8 năm 2013)                                  | EP đầu tiên                            | Star Empire Entertainment     |
| 11   | My Student Teacher               | NC.A          | Dance-Pop   | "My Student Teacher" | Đĩa đơn đầu tay                        | JJ Holic Media                |
| 12   | Love Beat                        | MBLAQ         | Dance       | "No Love" (phát hành 12 tháng 8 năm 2013)                                                                                         | EP thứ 5 tái phát hành                 | J. Tune Entertainment         |
| 13   | That You're Mine                 | Huh Gak       | Reggae      | "That You're Mine (đệm Swings)" (phát hành 13 tháng 8 năm 2013)                                                                   | Đĩa đơn kĩ thuật số                    | A Cube Entertainment          |
| 13   | Always Love You                  | Kim Hyung-jun | Ballad      | — | Đĩa đơn                                | S-Plus Entertainment          |
| 14   | I Already Know                   | Phantom       | Dance-pop   | — | Đĩa đơn kĩ thuật số                    | Brand New Music               |
| 19   | Let's Talk About Love            | Seungri       | Dance       | "Gotta Talk To U" (phát hành 19 tháng 8 năm 2013) "Let's Talk About Love" (TBA)                                                   | EP thứ 2                               | YG Entertainment              |
| 19   | OK About It                      | AA            | Dance       | — | Đĩa đơn đầu tay                        | Well Made STAR M              |
| 20   | Just Now                         | HISTORY       | Dance       | "Tropical Night" (phát hành 20 tháng 8 năm 2013)                                                                                  | EP đầu tiên                            | LOEN Entertainment            |
| 20   | Why Am I Like This               | She'z         | Ballad      | — | Đĩa đơn kĩ thuật số thứ 4              | Line Entertainment            |
| 22   | 24 Hours                         | Lee Sunmi     | Dance       | "24 Hours" (phát hành 22 tháng 8 năm 2013)                                                                                        | Đĩa đơn đầu tay                        | JYP Entertainment             |
| 22   | Sleep Talking                    | NU’EST        | Dance       | "Sleep Talking" (phát hành 22 tháng 8 năm 2013)                                                                                   | EP thứ 3                               | Pledis Entertainment          |
| 23   | 1-4-3 (I Love You)               | Henry Lau     | Dance       | "1-4-3 (I Love You) đệm f(x) Amber" (phát hành 22 tháng 8 năm 2013)                                                               | Đĩa đơn kĩ thuật số                    | SM Entertainment              |
| 23   | L’Homme Libre Vol.1              | Defconn       | Hip-hop     | "Notorious Girl (N.G.) đệm Boni" (phát hành 22 tháng 8 năm 2013)                                                                  | Mini album                             | DI Entertainment              |
| 26   | Shout Out                        | Royal Pirates | Pop-rock    | "Shout Out" (phát hành 26 tháng 8 năm 2013)                                                                                       | Đĩa đơn đầu tay                        | Apple of the Eye Co.          |
| 26   | Teen Top Class                   | Teen Top      | Dance       | "Rocking" (phát hành 26 tháng 8 năm 2013)                                                                                         | EP thứ 4                               | TOP Media                     |
| 26   | Stardust                         | Lunafly       | Pop         | — | Đĩa đơn thứ 4                          | Nega Network                  |
| 27   | Rain                             | Lim Kim       | Jazz        | — | Đĩa đơn kĩ thuật số                    | MYSTIC89                      |
| 28   | Tonight                          | SPICA         | Dance       | "Tonight" (phát hành 28 tháng 8 năm 2013)                                                                                         | Đĩa đơn kĩ thuật số thứ 3              | B2M Entertainment             |
| 28   | I Like This Song                 | Lyn           | Pop, Ballad | — | Đĩa đơn thứ 2                          | Music&New                     |
| 30   | Give Me A Chance                 | Airplane      | Pop         | — | Đĩa đơn kĩ thuật số thứ 2              | Winning Insight Entertainment |
| 31   | For You                          | Brave Girls   | Pop, Ballad | — | Đĩa đơn kĩ thuật số thứ 2              | Brave Entertainment           |

### Tháng 9
| Ngày | Album                | Nghệ sĩ            | Thể loại      | Đĩa đơn | Ghi chú               | Công ty                       |
| ---- | -------------------- | ------------------ | ------------- | --- | --------------------- | ----------------------------- |
| 2    | Full Bloom           | KARA               | Dance         | "Runaway" (phát hành 21 tháng 8 năm 2013) "Can't Be A Lady" (phát hành 2 tháng 9 năm 2013)                                                                                        | Album phòng thu thứ 4 | DSP Media                     |
| 2    | Coup D'etat          | G-Dragon           | Hip-hop       | "MichiGo" (phát hành 20 tháng 4 năm 2013) "Coup D'etat" (phát hành 2 tháng 9 năm 2013) "Crooked" (phát hành 5 tháng 9 năm 2013) "Who You"(phát hành 13 tháng 11 năm 2013) "R.O.D" | Album phòng thu thứ 2 | YG Entertainment              |
| 3    | TREMENDOUS           | Global Icon        | Dance         | "Because Of You" (phát hành 30 tháng 8 năm 2013) "Don't Lie" (phát hành 9 tháng 9 năm 2013) "GI-Yeuk" (phát hành 7 tháng 10 năm 2013)                                             | EP đầu tiên           | Simtong Entertainment         |
| 5    | Pretty Pretty        | Ladies' Code       | Dance         | "Hate You" (phát hành 6 tháng 8 năm 2013) "Pretty Pretty" (phát hành 5 tháng 9 năm 2013)                                                                                          | EP thứ 2              | Polaris Entertainment         |
| 5    | Ordinary Girl        | Piggy Dolls        | Dance         | "Ordinary Girl" (phát hành 5 tháng 9 năm 2013) | EP thứ 5              | Winning InSight Entertainment |
| 9    | If You Loved Me      | ZiA                | Ballad        | "If You Loved Me (với Lee Haeri của Davichi)" (phát hành 28 tháng 8 năm 2013) | Đĩa đơn kĩ thuật số   | LOEN Entertainment            |
| 9    | Thriller             | BTOB               | Dance         | "When I Was Your Man" (phát hành 28 tháng 8 năm 2013) "Thriller" (phát hành 9 tháng 9 năm 2013)                                                                                   | EP thứ 3              | Cube Entertainment            |
| 9    | Halftime             | J.Y.Park           | Dance         | "Love Turned Out to Be the Best" (phát hành 2 tháng 9 năm 2013) "I've Partied Enough" (phát hành 9 tháng 9 năm 2013)                                                              | EP thứ 3              | JYP Entertainment             |
| 9    | Her Voice            | Lim Kim            | Jazz, Pop     | "Rain" (phát hành 27 tháng 8 năm 2013) "Voice (đệm Swings)" (phát hành 8 tháng 9 năm 2013)                                                                                        | Mini album thứ 2      | MYSTIC89                      |
| 10   | Stupid In Love       | Mad Clown          | Hip-hop       | "Stupid In Love (đệm Soyou)" (phát hành 10 tháng 9 năm 2013) | EP thứ 3              | Starship-X                    |
| 11   | O!RUL8,2?            | BTS (Bangtan Boys) | Hip-hop       | "N.O" (phát hành 11 tháng 9 năm 2013) | Mini album đầu tiên   | BigHit Entertainment          |
| 12   | The Cure             | Drunken Tiger      | Hip-hop       | "Sweet Dream" (phát hành 21 tháng 1 năm 2013) "The Cure" (phát hành 12 tháng 9 năm 2013)                                                                                          | Đĩa mở rộng           | Jungle Entertainment          |
| 16   | In Stardom V3.0      | Cho PD             | Hip-hop       | "Made In Itaewon" (phát hành 16 tháng 9 năm 2013) | Mini album đầu tiên   | Stardom Entertainment         |
| 17   | First Love           | F-ve Dolls         | Dance         | "Can You Love Me?" (phát hành 17 tháng 9 năm 2013) | Mini album thứ 3      | Core Contents Media           |
| 23   | THANKS TO            | F.T. Island        | Pop, Rock     | "Memory" (phát hành 22 tháng 9 năm 2013) | Mini album đặc biệt   | FNC Entertainment             |
| 25   | Never Ever Let Me Go | BPPOP              | Pop, Ballad   | — | Đĩa đơn thứ 2         | BP Entertainment              |
| 25   | Busker Busker Vol. 2 | Busker Busker      | Pop, Acoustic | "Love, At First" (phát hành 24 tháng 9 năm 2013) | Album thứ 2           | Chungchun Music               |
| 26   | The Streets Go Disco | Crayon Pop         | Dance-pop     | "Bar Bar Bar" (phát hành 14 tháng 6 năm 2013) | EP thứ 3              | Chrome Entertainment          |
| 27   | Request              | Infinite           | Dance         | — | Đĩa đơn kĩ thuật số   | Woollim Entertainment         |
| 27   | Ask Her Out          | Demion             | Pop, Dance    | — | Đĩa đơn đầu tay       | Lions Bridge                  |
| 30   | Hope Torture         | Song Jieun         | Pop, Ballad   | — | Đĩa đơn đầu tiên      | TS Entertainment              |

## Quý IV

### Tháng 10
| Ngày | Album                   | Nghệ sĩ          | Thể loại           | Đĩa đơn | Notes                         | Labels                       |
| ---- | ----------------------- | ---------------- | ------------------ | --- | ----------------------------- | ---------------------------- |
| 2    | Very Good               | Block B          | Hip-hop, Dance-pop | "Be The Light" (phát hành 23 tháng 9 năm 2013) "Very Good" (phát hành 2 tháng 10 năm 2013)                                                      | Mini album thứ 3              | Seven Seasons                |
| 2    | 2nd Part.2              | Vanilla Acoustic | Ballad             | "Can We Love Again?" (phát hành 2 tháng 10 năm 2013)                                                                                            | Mini album thứ 2              | Shofar Music                 |
| 2    | Miss You                | TINY-G           | Dance-pop          | — | Đĩa đơn thứ 3                 | GNG Productions              |
| 4    | Shine                   | Standing Egg     | Ballad, Pop        | "Once again (đệm Han So Hyun)" (phát hành 3 tháng, 2013)                                                                                        | Album phòng thu thứ 3         | Born Entertainment           |
| 4    | Love Me                 | Seo In Young     | Dance-pop          | — | Đĩa đơn quảng cáo thứ 8       | IY Company                   |
| 7    | Modern Times            | IU               | Dance-pop, Ballad  | "Red Shoes" (phát hành 7 tháng 10 năm 2013) | Album phòng thu thứ 3         | LOEN Entertainment           |
| 8    | IDENTITY                | Boys Republic    | Dance-pop          | "You Are Special To Me"(phát hành 11 tháng 10 năm 2013) "L.I.U"(phát hành 23 tháng 12 năm 2013)                                                 | EP đầu tiên                   | Universal Music Korea        |
| 8    | Shooting Star           | 2EYES            | Dance-pop          | — | Đĩa đơn thứ 2                 | SidusHQ                      |
| 10   | The Sense Of An Ending  | Jung Joon Young  | Pop-rock           | "Spotless Mind" (phát hành 1 tháng 10 năm 2013) "10 Minutes Before Breaking Up" (phát hành 10 tháng 10 năm 2013)                                | Album đầu tay                 | CJ E&M Music                 |
| 10   | Who Are You?            | Kahi             | Dance-pop          | "It's Me" (phát hành 10 tháng 10 năm 2013) | EP thứ 2                      | Pledis Entertainment         |
| 10   | AGAIN                   | T-ARA            | Dance-pop          | "Number 9" (phát hành 10 tháng 10 năm 2013) "I Know The Feeling" (phát hành 10 tháng 10 năm 2013)                                               | EP thứ 8                      | Core Contents Media          |
| 10   | Wedding Day             | PURE             | Dance-pop          | — | EP thứ 2                      | Pure Entertainment           |
| 11   | MYNAME 3rd Single Album | MYNAME           | Dance-pop          | "Day By Day" (phát hành 11 tháng 10 năm 2013)                                                                                                   | Đĩa đơn thứ 3                 | H2 Media                     |
| 11   | Girls, Why?             | VIXX             | Dance-pop          | "Girls, Why?" (phát hành 11 tháng 10 năm 2013)                                                                                                  | Đĩa đơn thứ 4                 | Jellyfish Entertainment      |
| 14   | PRIMA DONNA             | Nine Muses       | Dance-pop          | "Gun" (phát hành 14 tháng 10 năm 2013) | Album phòng thu đầu tiên      | Star Empire Entertainment    |
| 14   | Everybody               | SHINee           | Dance-pop          | "Everybody" (phát hành 14 tháng 10 năm 2013) "Colorful" (phát hành 20 tháng 12 năm 2013)                                                        | Mini album thứ 5              | SM Entertainment             |
| 15   | Let's Go!               | Girl's Day       | Dance-pop          | "Let's Go" (phát hành 15 tháng 10 năm 2013) | Đĩa đơn                       | DreamTea Entertainment       |
| 16   | Red Motion              | AOA              | Dance-pop          | "Shaking" (phát hành 10 tháng 10 năm 2013) | Đĩa đơn thứ 4                 | FNC Entertainment            |
| 17   | Will in FALL            | K.Will           | Ballad, R&B        | "You Don't Know Love" (phát hành 17 tháng 10 năm 2013)                                                                                          | Mini album thứ 4              | Starship Entertainment       |
| 17   | Conditions of Dating    | BESTie           | Dance-pop          | — | Đĩa đơn thứ 2                 | YNB Entertainment            |
| 23   | School Bell             | DELIGHT          | Dance-pop          | "School Bell" (phát hành 23 tháng 10 năm 2013)                                                                                                  | Mini album thứ 2              | Bros Media And Entertainment |
| 23   | Walk Backwards          | Urban Zakapa     | Ballad             | — | Đĩa đơn kĩ thuật số thứ 3     | Fluxus Music                 |
| 23   | Teen Top Class Addition | Teen Top         | Dance-pop          | "Love Fool" (phát hành 24 tháng 10 năm 2013) | EP thứ 4 tái phát hành        | Top Media                    |
| 24   | Dogg's Out              | Topp Dogg        | Hip-hop, Dance-pop | "Say It" (phát hành 24 tháng 10 năm 2013) | EP đầu tiên                   | Stardom Entertainment        |
| 25   | Into The Light          | N:SONIC          | Dance-pop          | "Run & Run" (phát hành 25 tháng 10 năm 2013) | Mini album thứ 2              | C2K Entertainment            |
| 28   | Snake                   | A-JAX            | Dance              | "Snake" (phát hành 28 tháng 10 năm 2013) "Stay With Me" (phát hành 18 tháng 11 năm 2013)                                                        | Đĩa đơn thứ 3                 | DSP Media                    |
| 28   | Chemistry               | Trouble Maker    | Dance-pop          | "There Is No Tomorrow" (phát hành 28 tháng 10 năm 2013)                                                                                         | EP thứ 2                      | Cube Entertainment           |
| 29   | WWW                     | Jaejoong         | Rock, Ballad       | "Sunny Days" (phát hành 15 tháng 10 năm 2013) "Butterfly" (phát hành 23 tháng 10 năm 2013) "Just Another Girl" (phát hành 29 tháng 10 năm 2013) | Album phòng thu solo đầu tiên | C-JeS Entertainment          |
| 31   | Moments                 | U-KISS           | Dance-pop          | "Mystery Lady" (phát hành 24 tháng 10 năm 2013) "She's Mine"(phát hành 31 tháng 10 năm 2013)                                                    | Mini album thứ 8              | NH Media                     |

### Tháng 11
| Ngày | Album             | Nghệ sĩ     | Thể loại           | Đĩa đơn | Ghi chú                      | Công ty                 |
| ---- | ----------------- | ----------- | ------------------ | --- | ---------------------------- | ----------------------- |
| 1    | Curious           | Fiestar     | Dance-pop          | "I Don't Know" (phát hành 1 tháng 11 năm 2013) | Đĩa đơn thứ 3                | Collabodadi             |
| 4    | With The Wind     | LED Apple   | Dance-pop          | "With The Wind" (phát hành 6 tháng 11 năm 2013) | Đĩa đơn kĩ thuật số          | Starkim Entertainment   |
| 6    | Hush              | Miss A      | Dance-pop          | "Hush" (phát hành 6 tháng 11 năm 2013) | Album phòng thu thứ 2        | JYP Entertainment       |
| 7    | So In Luv         | SHU-I       | Dance-pop          | — | Đĩa đơn kĩ thuật số          | Yejeon Media            |
| 9    | Ringa Linga       | Taeyang     | R&B, Hip-hop       | — | Đĩa đơn kĩ thuật số thứ 3    | YG Entertainment        |
| 9    | Do You Feel Me    | Mr.Mr       | Dance-pop          | — | Đĩa đơn kĩ thuật số thứ 3    | TH Entertainment        |
| 11   | Tonight           | M&N         | Dance-pop          | — | Đĩa đơn kĩ thuật số đầu tiên | Nega Network            |
| 11   | AB City           | AlphaBAT    | Dance-pop, Hip-hop | — | Đĩa đơn kĩ thuật số đầu tiên | Simtong Entertainment   |
| 11   | Reminisce         | Huh Gak     | R&B,Pop            | "Only Your Scent Is Left" (phát hành 11 tháng 11 năm 2013) | EP kĩ thuật số               | A Cube Entertainment    |
| 11   | Trip              | Untouchable | Hip-hop            | "Vain" (phát hành 11 tháng 11 năm 2013) | EP thứ 4                     | TS Entertainment        |
| 11   | Blood Type B Girl | Blady       | Dance-pop          | — | Đĩa đơn thứ 2                | SY6 Entertainment       |
| 12   | Code              | Davichi     | Ballad, Pop        | "Letter" (phát hành 12 tháng 11 năm 2013) | Đĩa đơn kĩ thuật số          | Core Contents Media     |
| 15   | Doom Dada         | T.O.P       | Hip-hop            | — | Đĩa đơn thứ 2                | YG Entertainment        |
| 15   | Oh My God         | NC.A        | Dance-pop          | — | Đĩa đơn thứ 2                | JJ Holic Media          |
| 18   | The Mood          | F.T.ISLAND  | Rock, Ballad       | "Madly" (phát hành 6 tháng 11 năm 2013) | EP thứ 5                     | FNC Entertainment       |
| 20   | Nom Nom Nom       | Wa$$up      | Hip-hop, Dance pop | "Wassup" (phát hành 7 tháng 8 năm 2013) "Bang Bang" (phát hành 9 tháng 8 năm 2013) "Hotter Than Summer" (phát hành 4 tháng 9 năm 2013) "Nom Nom Nom" (phát hành 20 tháng 11 năm 2013) | EP đầu tiên                  | The Mafia Records       |
| 20   | Voice             | 100% V      | Ballad             | "Missing You" (phát hành 21 tháng 11 năm 2013) | Đĩa đơn đầu tiên             | TOP Media               |
| 21   | Missing You       | 2NE1        | Dance-pop          | "Missing You" (phát hành 21 tháng 11 năm 2013) | Đĩa đơn kĩ thuật số thứ 4    | YG Entertainment        |
| 22   | The Truth         | Electroboyz | Hip-hop            | "Busted" (phát hành 22 tháng 11 năm 2013) | EP đầu tiên                  | Brave Entertainment     |
| 25   | Voodoo            | VIXX        | Dance-pop          | "Only U" (phát hành 8 tháng 11 năm 2013) "Voodoo Doll" (phát hành 20 tháng 11 năm 2013)                                                                                               | Album phòng thu đầu tiên     | JellyFish Entertainment |
| 25   | Leaving           | TASTY       | Dance-pop, Hip-hop | "Day n` Night" (phát hành 25 tháng 11 năm 2013) | Đĩa đơn thứ ba               | Woollim Entertainment   |
| 26   | Love & Hate       | Hyolyn      | Ballad, Pop        | "Lonely" (phát hành 26 tháng 11 năm 2013) "One Way Love" (phát hành 27 tháng 11 năm 2013)                                                                                             | Album phòng thu đầu tiên     | Starship Entertainment  |
| 27   | Nocturne          | 2AM         | Ballad, Pop        | "Just Stay" (phát hành 19 tháng 11 năm 2013) "You're Going to Regret It" (phát hành 27 tháng 11 năm 2013)                                                                             | EP thứ 3                     | BigHit Entertainment    |
| 28   | Blue Spring       | HISTORY     | Dance-pop          | "What I Am To You" (phát hành 28 tháng 11 năm 2013) | EP thứ 2                     | LOEN Entertainment      |
| 28   | Chapter II        | The Boss    | Dance-pop          | "Why Goodbye" (phát hành 28 tháng 11 năm 2013) | EP thứ 2                     | Poom Entertainment      |
| 28   | Bad Memory        | Pro C       | Dance-pop, Hip-hop | "Bad Memory" (phát hành 28 tháng 11 năm 2013) | Đĩa đơn đầu tay              | J. Tune Entertainment   |

### Tháng 12
| Ngày | Album                                | Nghệ sĩ           | Thể loại      | Đĩa đơn | Ghi chú                     | Công ty                   |
| ---- | ------------------------------------ | ----------------- | ------------- | --- | --------------------------- | ------------------------- |
| 2    | Loved You                            | ZiA & Seo In Guk  | Ballad        | Loved You (phát hành 2 tháng 12 năm 2013) | Đĩa đơn kĩ thuật số         | LOEN Entertainment        |
| 2    | Christmas Song                       | United Cube       | Ballad, Pop   | "Christmas Song" (phát hành 2 tháng 12 năm 2013) | Đĩa đơn Chrisrmas           | Cube Entertainment        |
| 4    | Again 1977                           | T-ARA             | Dance-pop     | "2013 What Should I Do?" (phát hành 4 tháng 12 năm 2013) "1977 Don't Remember"(phát hành 4 tháng 12 năm 2013) "Hide and Seek" (phát hành 14 tháng 12 năm 2013) | EP tái phát hành            | Core Contents Media       |
| 4    | Glue                                 | Nine Muses        | Dance-pop     | "Glue"(phát hành 2 tháng 12 năm 2013) | Đĩa đơn kĩ thuật số thứ 3   | Star Empire Entertainment |
| 6    | It's You                             | D-UNIT            | Dance-pop     | | Đĩa đơn thứ 4               | D-Business Entertainment  |
| 9    | Gift from Secret                     | SECRET            | Dance-pop     | "I Do I Do" (phát hành 9 tháng 12 năm 2013) | Đĩa đơn thứ 3               | TS Entertainment          |
| 9    | Miracle in December                  | EXO               | Dance, Ballad | "Miracle in December" (phát hành 5 tháng 12 năm 2013) | EP đặc biệt                 | SM Entertainment          |
| 12   | Standing Alone                       | Big Star          | Dance         | "Standing Alone"(phát hành 12 tháng 12 năm 2013) | Đĩa đơn kĩ thuật số thứ 2   | Brave Entertainment       |
| 12   | Snow Candy                           | Starship Planet   | Ballad, Pop   | "Snow Candy"(phát hành 12 tháng 12 năm 2013) | Đĩa đơn mùa đông thứ 3      | Starship Entertainment    |
| 13   | Flower                               | Junhyung          | Dance, Rap    | "Flower"(phát hành 13 tháng 12 năm 2013) | EP solo đầu tay             | Cube Entertainment        |
| 13   | Dogg's Out Repackage                 | Topp Dogg         | Dance         | "Cigarette"(phát hành 13 tháng 12 năm 2013) | EP tái phát hành            | Stardom Entertainment     |
| 17   | Zzang Christmas                      | BESTie            | Dance Pop     | "Zzang Christmas"(phát hành 17 tháng 12 năm 2013) | Đĩa đơn giáng sinh đặc biệt | YNB Entertainment         |
| 17   | LA Pam Pam PA                        | Wa$$up            | Dance Pop     | "LA Pam Pam PA"(phát hành 17 tháng 12 năm 2013) | Đĩa đơn giáng sinh đặc biệt | Mafia Records             |
| 18   | Musical December 2013 With Kim Junsu | Xia Junsu         | Ballad, Pop   | "Brushing By"(phát hành 12 tháng 12 năm 2013) "December"(phát hành 18 tháng 12 năm 2013)                                                                       | Album đặc biệt              | C-Jes Entertainment       |
| 18   | Still You                            | Donghae & Eunhyuk | Dance Pop     | "Still You"(phát hành 18 tháng 12 năm 2013) | Đĩa đơn kĩ thuật số thứ 2   | SM Entertainment          |
| 18   | Surprise Party                       | AlphaBAT          | Dance Pop     | "Surprise Party"(phát hành 18 tháng 12 năm 2013) | Đĩa đơn kĩ thuật số thứ 2   | Simtong Entertainment     |
| 20   | Modern Times - Epilogue              | IU                | Ballad, Pop   | "See You Friday"(phát hành 20 tháng 12 năm 2013) | Tái phát hành album thứ 3   | LOEN Entertainment        |
| 20   | All I Want for Christmas is You      | BOM & HI          | Ballad,       | "All I Want for Christmas is You"(phát hành 20 tháng 12 năm 2013)                                                                                              | Đĩa đơn đầu tay             | YG Entertainment          |
| 20   | Ringa Linga Remix                    | Taeyang           | Dance Pop     | "Ringa Linga Remix"(phát hành 20 tháng 12 năm 2013) | Đĩa đơn remix               | YG Entertainment          |
| 20   | Smile Again                          | United Cube       | Ballad, Pop   | "Smile Again" (phát hành 20 tháng 12 năm 2013) | Đĩa đơn đặc biệt            | Cube Entertainment        |
| 23   | Red Candle                           | Son Dam Bi        | Dance Pop     | "Red Candle"(phát hành 23 tháng 12 năm 2013) | Đĩa đơn kĩ thuật số thứ 7   | Pledis Entertainment      |
| 24   | To Be Expected                       | ZiA               | Ballad        | "To Be Expected"(phát hành 24 tháng 12 năm 2013) | Đĩa đơn kĩ thuật số         | LOEN Entertainment        |

### Phát hành tiếng Nhật bởi ca sĩ Hàn Quốc
| Tháng    | Ngày | Album                             | Nghệ sĩ            | Thể loại                  | Đĩa đơn | Ghi chú                             | Công ty                           |
| -------- | ---- | --------------------------------- | ------------------ | ------------------------- | --- | ----------------------------------- | --------------------------------- |
| Tháng 1  | 16   | Catch Me -If You Wanna-           | TVXQ               | J-pop, Dance-pop          | — | Đĩa đơn tiếng Nhật thứ 35           | Avex Trax                         |
| Tháng 1  | 23   | Promise You                       | Super Junior K.R.Y | J-pop, Ballad             | — | Đĩa đơn tiếng Nhật                  | Avex Trax                         |
| Tháng 2  | 5    | The Classic                       | ZE:A5              | J-pop                     | — | Đĩa đơn tiếng Nhật ra mắt nhóm nhỏ  | Star Empire Entertainment         |
| Tháng 2  | 13   | Legend of 2PM                     | 2PM                | J-pop, Dance-pop          | "Beautiful" (phát hành 6 tháng 6 năm 2012) "Masquerade" (phát hành 14 tháng 11 năm 2012) | Album phòng thu tiếng Nhật thứ 2    | Ariola Japan                      |
| Tháng 2  | 27   | Only One                          | BoA                | J-pop, R&B                | — | Đĩa đơn tiếng Nhật thứ 32           | SM Entertainment, Avex Trax       |
| Tháng 2  | 27   | D'scover                          | Daesung            | J-pop, Rock               | — | Album tiếng Nhật đầu tay            | YGEX                              |
| Tháng 3  | 6    | TIME                              | TVXQ               | Pop J-pop, R&B, Dance-pop | "Winter Rose" (phát hành 30 tháng 11 năm 2011) "Still" (phát hành 13 tháng 3 năm 2012) "Android" (phát hành 11 tháng 7 năm 2012) "Catch Me -If You Wanna-" (phát hành 16 tháng 1 năm 2013)                            | Album phòng thu tiếng Nhật thứ 6    | Avex Trax                         |
| Tháng 3  | 13   | Fire                              | SHINee             | J-pop                     | — | Album phòng thu tiếng Nhật thứ 6    | EMI Music Japan                   |
| Tháng 3  | 13   | Orange Caramel                    | Orange Caramel     | J-pop, Dance-pop          | "Yasashii Akuma" (phát hành 5 tháng 9 năm 2012) "Lipstick/Lamu no Love Song" (phát hành 12 tháng 12 năm 2012) | Album phòng thu tiếng Nhật đầu tay  | Avex Trax                         |
| Tháng 3  | 13   | On The Way                        | The Boss           | J-pop                     | "Jumping" (phát hành 28 tháng 3 năm 2012) "Honki Magic" (phát hành 1 tháng 8 năm 2012) "Valentine Fighter" (phát hành 6 tháng 2 năm 2013)                                                                             | Album phòng thu tiếng Nhật thứ 2    | Sony Music Entertainment          |
| Tháng 3  | 13   | Shooting Star                     | Cross Gene         | J-pop                     | — | Đĩa đơn tiếng Nhật đầu tiên         | Universal J                       |
| Tháng 3  | 20   | Bunny Style!                      | T-ara              | J-pop, Dance              | — | Đĩa đơn tiếng Nhật thứ 6            | EMI Music Japan                   |
| Tháng 3  | 20   | Can Your Hear Me?                 | IU                 | J-pop                     | "The Age Of The Cathedrals" (phát hành 13 tháng 2 năm 2013) "New World" (phát hành 27 tháng 2 năm 2013) | EP tiếng Nhật đầu tiên              | EMI Music Japan                   |
| Tháng 3  | 27   | Mona Lisa                         | MBLAQ              | J-pop, Dance-pop          | — | Đĩa đơn tiếng Nhật thứ 3            | Ivy Records                       |
| Tháng 3  | 27   | Hitomi no Melody                  | Boyfriend          | J-pop, Dance-pop          | — | Đĩa đơn tiếng Nhật thứ 3            | Being Group                       |
| Tháng 3  | 27   | Bye Bye Happy Days!               | Kara               | J-pop, Dance-pop          | — | Đĩa đơn tiếng Nhật thứ 8            | Universal Sigma                   |
| Tháng 3  | 27   | You Are My Life                   | F.T. Island        | Rock, Pop                 | — | Đĩa đơn tiếng Nhật thứ 10           | AI Entertainment                  |
| Tháng 4  | 3    | Fate(s)                           | Gummy              | J-pop, Dance-pop          | — | EP tiếng Nhật thứ 2                 | YGEX                              |
| Tháng 4  | 17   | Fly Away                          | Seo In Guk         | J-pop, Ballad             | — | Đĩa đơn tiếng Nhật đầu tay          | Crown Records                     |
| Tháng 4  | 24   | Blind Love                        | CNBLUE             | Rock, Pop                 | — | Đĩa đơn tiếng Nhật thứ 8            | Warner Music Japan                |
| May      | 1    | Sono Onna                         | Baek Ji-young      | Ballad                    | — | Đĩa đơn tiếng Nhật đầu tiên         | Imperial Records                  |
| May      | 15   | The First Collage -Japan Edition- | Yang Yo-seob       | K-pop, Dance-pop          | — | EP solo đầu tay (phiên bản Nhật)    | Far Eastern Tribe Records         |
| May      | 15   | In the Wind (Japan Edition)       | B1A4               | K-pop, Dance-pop          | — | EP tiếng Hàn thứ 4 (phiên bản Nhật) | Pony Canyon                       |
| May      | 29   | Seventh Mission                   | Boyfriend          | J-pop, Dance-pop          | "Be My Shine" (phát hành 22 tháng 8 năm 2012) "Dance Dance Dance / MY LADY" (phát hành 28 tháng 11 năm 2012) "Melody of Eyes" (phát hành 27 tháng 3 năm 2013)                                                         | Album phòng thu tiếng Nhật đầu tay  | Being Group                       |
| May      | 29   | Give Me Love                      | 2PM                | J-pop                     | — | Đĩa đơn tiếng Nhật thứ 7            | Ariola Japan                      |
| May      | 29   | Hello Again                       | F.Cuz              | J-pop                     | — | Đĩa đơn tiếng Nhật thứ 4            | Universal Music Group             |
| June     | 5    | Koi ni Ochiru Toki                | Infinite           | J-pop                     | "BTD (Before the Dawn)" (phát hành 19 tháng 11 năm 2011) "Be Mine" (phát hành 18 tháng 4 năm 2012) "She's Back" (phát hành 9 tháng 8 năm 2012)                                                                        | Album phòng thu tiếng Nhật đầu tiên | Woolim Contests, Universal D      |
| June     | 5    | Rated-FT                          | F.T. Island        | J-pop                     | "Top Secret" (phát hành 8 tháng 8 năm 2012) "Polar Star" (phát hành 28 tháng 11 năm 2012) "You Are My Life" (phát hành 27 tháng 3 năm 2013)                                                                           | Album phòng thu tiếng Nhật thứ 4    | AI Entertainment                  |
| June     | 5    | Tonight                           | Kim Hyun-joong     | J-pop                     | — | Đĩa đơn tiếng Nhật thứ 3            | Delicious Deli Records            |
| June     | 12   | Ocean                             | TVXQ               | J-pop                     | — | Đĩa đơn tiếng Nhật thứ 37           | Avex Trax                         |
| June     | 19   | I Wanna Dance                     | Donghae & Eunhyuk  | J-pop                     | — | Đĩa đơn tiếng Nhật thứ 2 nhóm nhỏ   | Avex Trax                         |
| June     | 19   | Love & Girls                      | Girls' Generation  | J-pop, Dance-pop          | — | Đĩa đơn tiếng Nhật thứ 7            | Universal Music Japan             |
| June     | 26   | Boys Meet U                       | SHINee             | J-pop                     | "Sherlock" (phát hành 16 tháng 5 năm 2012) "Dazzling Girl" (phát hành 3 tháng 10 năm 2012) "1000-nen, Zutto Soba ni Ite..." (phát hành 12 tháng 12 năm 2012) "Fire" (phát hành 13 tháng 3 năm 2013)                   | Album tiếng Nhật thứ 2              | EMI Music Japan                   |
| June     | 26   | Tail of Hope                      | BoA                | J-pop                     | — | Đĩa đơn tiếng Nhật thứ 33           | Avex Trax                         |
| June     | 26   | Kaze no Yō ni                     | QBS                | J-pop                     | — | Đĩa đơn tiếng Nhật ra mắt nhóm nhỏ  | EMI Music Japan                   |
| Tháng 7  | 10   | Target                            | T-ara              | J-pop                     | | Đĩa đơn tiếng Nhật thứ 7            | EMI Music Japan                   |
| Tháng 7  | 24   | Inside of Me                      | U-Kiss             | J-pop                     | | Album tiếng Nhật thứ 2              | Avex Trax                         |
| Tháng 7  | 24   | Hero                              | Super Junior       | J-pop                     | "Bonamana" (phát hành 10 tháng 5 năm 2010) "Mr. Simple"(phát hành 2 tháng 8 năm 2011) "Opera"(phát hành 9 tháng 5 năm 2012) "Sexy, Free & Single"(phát hành 1 tháng 7 năm 2012) "Hero"(phát hành 24 tháng 7 năm 2013) | Album tiếng Nhật đầu tiên           | Avex Trax                         |
| Tháng 7  | 24   | Shiawa Theory                     | F.T. Island        | J-pop                     | | Đĩa đơn tiếng Nhật thứ 40           | AI Entertainment                  |
| Tháng 7  | 24   | Thank You Summer Love             | Kara               | J-pop                     | | Đĩa đơn tiếng Nhật thứ 9            | Universal Sigma                   |
| Tháng 7  | 31   | Lady                              | CNBLUE             | J-pop                     | | Đĩa đơn tiếng Nhật thứ 9            | Warner Music Japan                |
| Tháng 7  | 31   | I Love You                        | Daesung            | J-pop                     | | Đĩa đơn tiếng Nhật đầu tiên         | YGEX                              |
| Tháng 7  | 31   | Kiss Tour                         | LEDApple           | J-pop                     | "Gimme kimi love" (phát hành 31 tháng 7 năm 2013) | Mini album tiếng Nhật đầu tiên      | STARKIM Entertainment             |
| August   | 7    | Treasure Box                      | T-ara              | J-pop                     | "Sexy Love" (phát hành 14 tháng 11 năm 2012) "Bunny Style!" (phát hành 20 tháng 3 năm 2013) "Target" (phát hành 10 tháng 7 năm 2013)                                                                                  | Album tiếng Nhật thứ 6              | EMI Music Japan                   |
| August   | 7    | WINNER                            | Supernova          | J-pop                     | — | Đĩa đơn tiếng Nhật thứ 17           | Universal Music Japan             |
| August   | 21   | Boys Meet U                       | SHINee             | J-pop                     | | Eighth Japanese single              | Universal Music Group             |
| August   | 28   | Fantastic Girls                   | Kara               | J-pop                     | "Bye Bye Happy Days!" (phát hành 27 tháng 3 năm 2013) "Thank You Summer Love" (phát hành 24 tháng 7 năm 2013) | Album tiếng Nhật thứ 4              | Universal Sigma                   |
| August   | 28   | What Turns You On?                | CNBLUE             | J-pop                     | "Robot" (phát hành 19 tháng 12 năm 2012) "Blind Love" (phát hành 24 tháng 4 năm 2013) "Lady" (phát hành 31 tháng 7 năm 2013)                                                                                          | Album tiếng Nhật thứ 4              | Warner Music Japan                |
| August   | 28   | What's Going On?                  | B1A4               | J-pop                     | — | Đĩa đơn tiếng Nhật thứ 3            | Pony Canyon                       |
| Tháng 9  | 4    | Scream                            | TVXQ               | J-pop                     | "Scream" (phát hành 4 tháng 9 năm 2013) | Đĩa đơn tiếng Nhật thứ 38           | Avex Trax                         |
| Tháng 9  | 18   | Galaxy Supernova                  | Girls' Generation  | J-pop                     | — | Đĩa đơn tiếng Nhật thứ 8            | Universal Music Japan             |
| Tháng 9  | 18   | The Singles Collection            | F.T. Island        | J-rock                    | — | Compilation album                   | AI Entertainment                  |
| Tháng 10 | 2    | Heaven                            | After School       | J-pop                     | — | Đĩa đơn tiếng Nhật thứ 5            | Avex Trax                         |
| Tháng 10 | 9    | Let's Talk About Love             | Seungri            | J-pop, Dance-pop          | — | Album tiếng Nhật đầu tay            | YGEX                              |
| Tháng 10 | 9    | Warrior                           | B.A.P              | J-pop, Hip-Hop            | "Warrior" (phát hành 9 tháng 10 năm 2013) | Đĩa đơn tiếng Nhật đầu tay          | King Records                      |
| Tháng 10 | 16   | We Can Dance Tonight              | Seo In-guk         | J-pop                     | — | Đĩa đơn tiếng Nhật thứ 2            | Irving Entertainment/Nippon Crown |
| Tháng 10 | 16   | Winter Games                      | 2PM                | J-pop                     | — | Đĩa đơn tiếng nhật thứ 8            | Ariola Japan                      |
| Tháng 11 | 4    | My Oh My                          | Girls' Generation  | J-pop                     | — | Đĩa đơn tiếng nhật thứ 9            | Universal Music Japan             |
| Tháng 11 | 6    | Change                            | F.Cuz              | J-pop                     | — | Đĩa đơn tiếng nhật thứ 5            | Universal Music Group             |
| Tháng 12 | 3    | SIX                               | Supernova          | J-pop                     | "Winner" (phát hành 7 tháng 8 năm 2013) | Album tiếng Nhật thứ 6              | Universal Music Japan             |
| Tháng 12 | 11   | Love & Peace                      | Girls' Generation  | J-pop                     | "Love & Girls" (phát hành 19 tháng 6 năm 2013) "Galaxy Supernova" (phát hành 18 tháng 9 năm 2013) "My Oh My" (phát hành 5 tháng 11 năm 2013)                                                                          | Album tiếng Nhật thứ 3              | Universal Music Japan             |

## Sự trở lại của các nhóm nhạc 2013
| Nghệ sĩ    | Tổng cộng |
| ---------- | --------- |
| Girl's Day | 5 lần     |
| VIXX       | 4 lần     |
| Nine Muses | 4 lần     |
| SHINee     | 3 lần     |
| T-ARA      | 3 lần     |
| 2NE1       | 3 lần     |
| MYNAME     | 3 lần     |
| EXO        | 3 lần     |
| History    | 3 lần     |